# خدرنق تايواني
خدرنق تايواني (الاسم العلمي: Cheiracanthium taiwanicum) هو نوع من العناكب يتبع جنس الخدرنق من الفصيلة العناكب الكيسية.